# Jackson (Nebraska)
Jackson – wieś w Stanach Zjednoczonych, w stanie Nebraska, w hrabstwie Dakota.